# Mein Herz brennt
Mein Herz brennt ist ein Lied der deutschen Neue-Deutsche-Härte-Band Rammstein. Es wurde von Rammstein geschrieben und von Jacob Hellner gemeinsam mit der Band produziert. Der Song erschien ursprünglich am 2. April 2001 auf ihrem dritten Studioalbum Mutter und wurde mehr als elf Jahre später, am 7. Dezember 2012, in einer Piano-Version als Single veröffentlicht.

## Hintergrund
Arbeitstitel für Mein Herz brennt war Sandmann. Der Sandmann ist eine positiv besetzte Figur des deutschsprachigen Volksmythos. Er soll die kleinen Kinder zum Einschlafen bringen, indem er ihnen Sand in die Augen streut. Ebenfalls trägt den Titel eine Erzählung von E. T. A. Hoffmann, in der der Sandmann ein Monster ist, das kleinen Kindern die Augen ausreißt, um sie an seine Jungen zu verfüttern.

## Inhalt
Das Lied beschreibt in bandtypischer, verrätselter Weise Kinderalbträume mit „Dämonen, Geistern, schwarzen Feen“ aus Sicht des Sandmanns, der laut einer wiederkehrenden Textzeile des Refrains „Die Stimme aus dem Kissen“ sei, die die Kinder Nacht für Nacht heimsucht. Die Eingangszeile „Nun, liebe Kinder, gebt fein Acht“ wurde exakt aus der Sendung Sandmännchen entnommen.

## Musikvideos
Im Dezember 2012 erschienen zwei verschiedene Musikvideos zum Song, eines zur Original-Version von 2001, die auf dem Album Mutter enthalten ist, sowie eines zur Piano-Version.
Im Making-of zum Video der Original-Version sagten Gitarrist Paul Landers und Schlagzeuger Christoph Schneider, das Lied sei aufgrund seiner bildreichen Worte ein „ungehobener Schatz“. Weil dieser der Band seinerzeit regelrecht durch die Lappen gegangen sei, wurde nachträglich eine Videoproduktion beschlossen.
Die aufwendigen Dreharbeiten fanden vom 17. bis 19. Dezember 2011 in Gebäudeteilen der seit Jahren leerstehenden und verfallenden Beelitz-Heilstätten nahe Potsdam statt. Als Regisseur hatten die Musiker den spanischen Fotografen Eugenio Recuenco verpflichtet, der unter anderem das Cover und Booklet des 2009er-Rammstein-Albums Liebe ist für alle da gestaltet hatte und dessen starke Bildsprache die Musiker begeisterte. Bei diesen Dreharbeiten traten die Bandmitglieder – bleich geschminkt und altertümlich gekleidet – als Sandmann (Till Lindemann), Lehrer und Ärzte in einem Kinderheim oder Internat auf und erlebten gemeinsam mit zahlreichen Kinderdarstellern alptraumhafte Szenen. Die Bildsprache Recuencos erinnerte dabei stark an die Stilistik, die er bereits beim Shooting zu Liebe ist für alle da verwendet hatte.
Das fertige Recuenco-Video verwendete die Band am Ende jedoch nicht. Dies begründeten die Musiker damit, dass Recuenco beim Schnitt Rhythmus und Dramaturgie der Musik nicht berücksichtigt hatte. Sie beauftragten den Regisseur Zoran Bihać mit einem Nachdreh. Bihać zeichnete zu diesem Zeitpunkt bereits für die Rammstein-Videos zu Links 2-3-4, Mein Teil und Rosenrot verantwortlich. Der Zusatzdreh fand am 12. Juni 2012 erneut in den Beelitzer Heilstätten statt. Für den Neuschnitt wurden etliche Aufnahmen Recuencos verwendet. Im endgültigen Video setzte Bihać die Bilder Recuencos nun eindeutig in einen Vergangenheitskontext und stellte diesen einige neue Szenen aus einer fiktiven Jetzt-Zeit gegenüber. Außerdem ließ er die Band im Video, skurril kostümiert und alptraumhaft geschminkt, den markanten Streicherpart des Liedes auf Celli selbst spielen. Das Video hatte am 14. Dezember 2012 seine Premiere.
Recuenco reagierte zunächst verärgert, beschimpfte die Band im Internet und warf ihr vor, rein kommerziell zu handeln und ihn nicht um Erlaubnis gefragt zu haben, ob sein Material so verwendet werden dürfe. Zudem sei er im Neuschnitt namentlich nicht genannt worden. Später entschuldigte er sich über seinen Facebook-Account für seinen Ton.
Während der 2012er-Nachdreharbeiten entstand zudem ein separates Video für die Piano-Version des Liedes. Dieses unterscheidet sich deutlich von dem anderen Video, da aufgrund des Fehlens des klassischen Bandinstrumentariums in dieser Songfassung nur Sänger Till Lindemann auftritt, der das Lied in einem einzelnen Raum der Beelitz-Heilstätten singt. Dieses Video feierte am 7. Dezember 2012 Premiere.

## Single

### Covergestaltung
Das Singlecover zeigt eine schwarz-maskierte Gestalt, wie sie auch im zum Song gedrehten Musikvideo vorkommt. Im Vordergrund befinden sich die weißen Schriftzüge Rammstein und Mein Herz brennt sowie das Rammstein-Logo auf einer Flamme. Der Hintergrund ist komplett in hellem Rot gehalten.

### Titelliste
1. Mein Herz brennt (Piano Version) – 4:30
2. Gib mir deine Augen – 3:43
3. Mein Herz brennt (Video Edit) – 4:18
4. Mein Herz brennt (Boys Noize RMX) – 5:00
5. Mein Herz brennt (Piano Instrumental) – 4:30

- Die 7″-Single enthält nur die Songs Mein Herz brennt (Piano-Version) und Gib mir deine Augen.

### Chartplatzierungen
Mein Herz brennt stieg am 21. Dezember 2012 auf Platz sieben in die deutschen Charts ein und konnte sich fünf Wochen in den Top 100 halten. Auch in Österreich und der Schweiz erreichte die Single die Charts und belegte für eine Woche Rang 31 bzw. 33.
| ChartsChartplatzierungen | Höchstplatzierung | Wochen |
| ------------------------ | ----------------- | ------ |
| Deutschland (GfK)        | 7 (5 Wo.)         | 5      |
| Österreich (Ö3)          | 31 (1 Wo.)        | 1      |
| Schweiz (IFPI)           | 33 (1 Wo.)        | 1      |

### Auszeichnungen für Musikverkäufe
| Land/Region        | Auszeichnungen für Musikverkäufe (Land/Region, Auszeichnung, Verkäufe) | Verkäufe |
| ------------------ | ---------------------------------------------------------------------- | -------- |
| Deutschland (BVMI) | Gold                                                                   | 300.000  |
| Insgesamt          | 1× Gold ·                                                              | 300.000  |

Hauptartikel: Rammstein/Auszeichnungen für Musikverkäufe